# 鄭棡
鄭 棡（てい こう、チン・クオン、ベトナム語：Trịnh Cương / 鄭棡、正和6年5月19日（1686年7月9日） - 永慶元年2月28日（1730年1月16日）は、後黎朝大越中興期の権臣、東京鄭氏の第7代当主。封号は安都王（ベトナム語：Trịnh Cương / 安都王）。

## 生涯
晋国公鄭柄の次男。母は張氏玉楮。正和21年（1700年）、副将普安侯に初めて封じられた。正和23年（1702年）に父が死去すると、副将普郡公に加封された。翌正和24年（1703年）正月、欽差節制各処水歩諸営兼総政機太尉安国公に進封されて、理国府を開いた。
永盛5年（1709年）、当主だった曾祖父の鄭根が死去するとその後を継いで、元帥総国政安都王に封じられた。永盛10年（1714年）に大元帥総国政上師安王、永盛16年（1720年）には大元帥総国政上師尚父威仁明功聖徳安王に加封された。
鄭棡の執政中は南方の広南阮氏との和平が引き続いて保たれ、曾祖父の政策を引き継いで改革を進めた。土地の私有を制限して各農村に再分配して土地を失った農民を保護し、武挙所を設立するなど財政・軍事・司法の多岐にわたって一定の成果を収めた。しかし、これらの政策は鄭氏の力を強めたが、農民には負担を増す結果となった。北河では無節制な人口の増加により土地を失う農民が続出し、彼らは鄭氏への怨恨を募らせるようになった。
宗教面では仏教を勧奨し、いくつもの仏塔を建立する反面、キリスト教に対しては禁令を出すなど厳しい態度で臨んだ。
保泰10年（1729年）、皇帝の裕宗を脅してその次男の皇太子黎維祊に譲位させた。
永慶元年（1730年）に44歳で死去し、長男の鄭杠が後を継いだ。朝廷から仁王の尊号と懿略を諡され、後に僖祖の廟号と温穆荘粛寛裕徽濬経文緯武洪謨大略垂統憲天神謀睿算闢国開疆耀武宣威輯鄰和夏振綱陳紀和衷迓衡仁王の諡号を贈られた。

## 家族

### 妃
- 正室：慈徳太妃 武氏玉源（中国語版）
- 慈貞次妃 陳氏玉琰
- 慈淑次妃 陳氏玉嬪 - 慈貞次妃の妹。

### 男子
1. 威南王 鄭杠（中国語版）
2. 寿郡公 鄭档
3. 福郡公 鄭𭫨
4. 明都王 鄭楹
5. 卿郡公 鄭橋（中国語版）
6. 輝郡公 鄭槢
7. 厳郡公 鄭𣏜

### 女子
1. 太長公主 鄭氏玉椐 - 譲郡公張涯に嫁した。
2. 郡主 鄭氏玉㮒 - 後廃帝黎維祊の皇后。
3. 郡主 鄭氏玉棰 - 泳郡公鄧廷鑑に嫁した。
4. 郡主 鄭氏玉樻 - 禄寿侯黎時禄に嫁した。
5. 郡主 鄭氏玉楅 - 敦忠侯阮性に嫁した。
6. 郡主 鄭氏玉｛木+如｝ - はじめ質武侯張廷質、後に芳淇侯呉福浤に嫁した。
7. 郡主 鄭氏玉栒 - 達武侯阮嘉琚に嫁した。
8. 郡主 鄭氏玉栯 - 信忠侯阮熙載に嫁した。

## 参考資料
- 小林知 著「鄭棡」、池内宏; 矢野仁一; 橋本増吉 編『東洋歴史大辞典』 中（縮刷復刻）、臨川書店、1986年10月1日。ISBN 978-4653014690。
- 牧野元紀「18世紀以前のパリ外国宣教会とベトナム北部宣教 ― 修道会系宣教団体および現地政権との関係を中心に ―」、富士ゼロックス小林節太郎記念基金、2009年3月。